# Franz Meinl

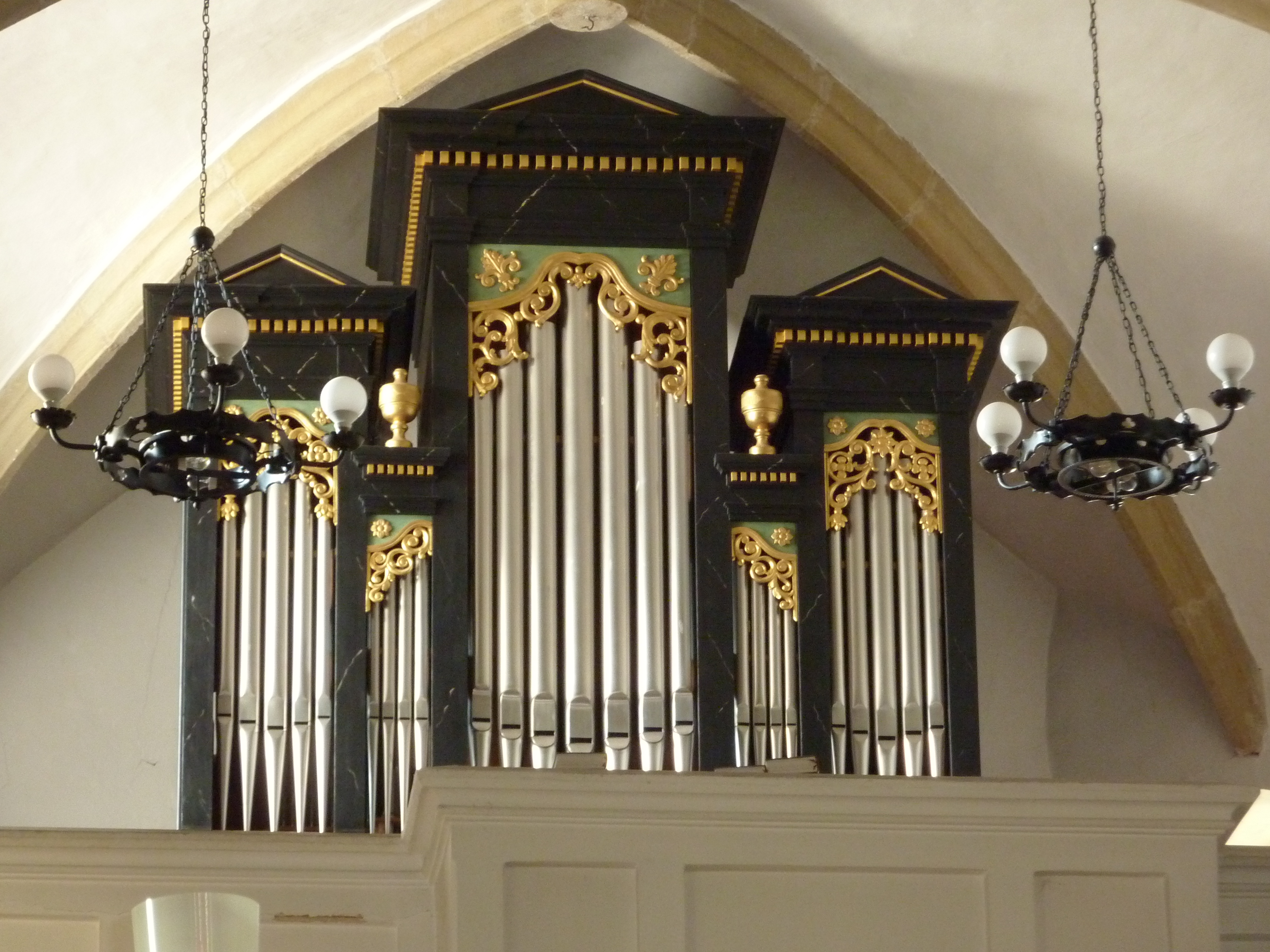
Orgel in Oberwölbling

Franz Meinl (Meindl) (* 31. Mai 1807 in Graslitz in Böhmen (heute Tschechien); † 9. November 1888 in Ybbs an der Donau) war ein böhmisch-österreichischer Orgelbauer.

## Leben
Bei einem Kostenvoranschlag zur Reparatur der Orgel in Waidhofen an der Thaya 1833 scheint F. Meinl das erste Mal in Österreich als tätiger Orgelbauer auf. Damals war er noch in Graslitz ansässig, verlegte jedoch relativ bald seine Werkstätte nach Freidegg bei Ferschnitz, wo er noch bis 1845 tätig war. Seine Übersiedlung nach Ybbs an der Donau vermutlich schon im folgenden Jahr 1846 dürfte Folge seiner Eheschließung mit Sophia Wurzinger, der Tochter des Ybbser „Producten-Fabrikanten“ und Herrschaftsbesitzers Ferdinand Wurzinger, gewesen sein.
Als Meinl eine Orgel für die Kapelle des Versorgungshauses am Alserbach (Wien IX) erbauen sollte, zeigte sich die Presse über diese Auftragsvergabe irritiert, sodass er doch nicht den Zuschlag zu diesem Projekt erhielt. Aus einem Inserat in der Kremser Zeitung vom 23. März 1889 geht hervor, dass nach Meinls Tod noch zwei fertige Orgeln aus seinem Nachlass, eine mit acht und eine mit 18 Registern, zum Verkauf angeboten wurden. Auch wenn Meinl vermutlich häufig Teile von Vorgängerorgeln verwendete, baute er handwerklich solide und klanglich ansprechende Instrumente.

## Werkliste
| Jahr | Ort                             | Gebäude                          | Bild | Manuale | Register | Bemerkungen                                          |
| ---- | ------------------------------- | -------------------------------- | ---- | ------- | -------- | ---------------------------------------------------- |
| 1837 | Strengberg                      | Pfarrkirche Strengberg           |      | II/P    | 16       | Orgel im Gehäuse von 1783                            |
| 1841 | Obritzberg                      | Pfarrkirche Obritzberg           |      | II/P    | 14       |                                                      |
| 1848 | Marbach an der Donau            | Pfarrkirche Marbach an der Donau |      | I/P     | 10       |                                                      |
| 1849 | Wölbling                        | Pfarrkirche Oberwölbling         |      | II/P    | 16       |                                                      |
| 1854 | Inzersdorf-Getzersdorf          | Pfarrkirche Getzersdorf          |      | I/P     | 8        |                                                      |
| 1855 | Maria Laach am Jauerling        | Wallfahrtskirche Maria Laach     |      | II/P    | 16       |                                                      |
| 1858 | Nappersdorf                     | Pfarrkirche Nappersdorf          |      | I/P     | 12       | 2000 Rückpositiv ergänzt durch Josef Diethard Pemmer |
| 1863 | Eichgraben                      | Herz-Jesu-Kapelle                |      | I/P     | 8        | [ 1 ]                                                |
| 1871 | Aggsbach                        | Pfarrkirche Aggsbach Markt       |      | I/P     | 8        | [ 2 ]                                                |
| 1873 | Kirchstetten (Niederösterreich) | Pfarrkirche Totzenbach           |      | I/P     | 8        |                                                      |
| 1874 | Rossatz-Arnsdorf                | Pfarrkirche Arnsdorf             |      | I/P     | 10       |                                                      |